# Клевер луговой
Клевер лугово́й (лат. Trifolium pratense) — растение из рода Клевер (Trifolium), семейства Бобовые (Fabaceae), подсемейства Мотыльковые (Faboideae). Ценная кормовая и пастбищная культура. Встречается под названием клевер красный (лат. Trifolium praténse), хотя оно относится к самостоятельному виду Клевер красный (Trifolium rubens).

## Ботаническое описание

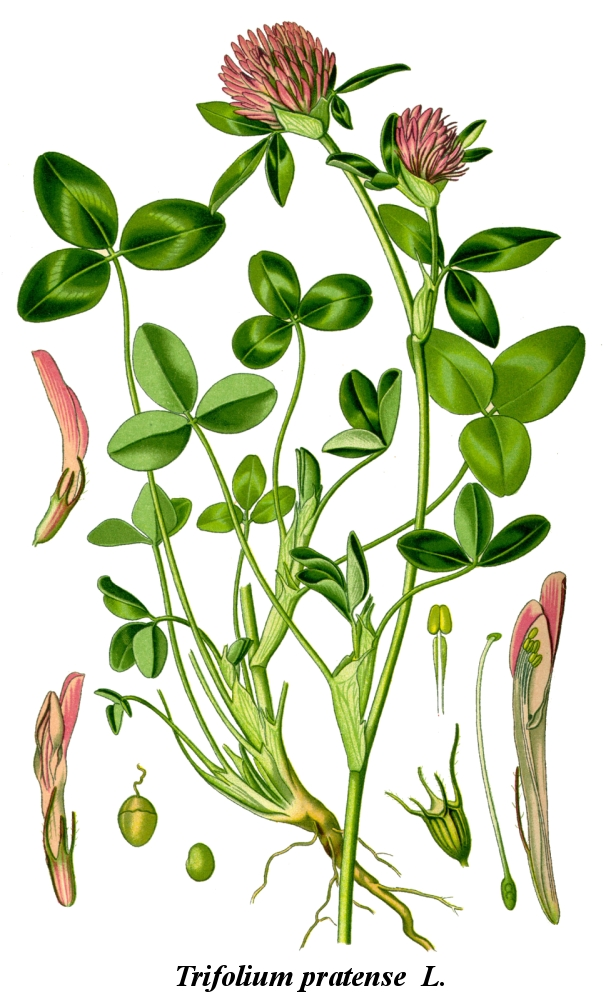
.

Клевер луговой — двулетнее, но чаще многолетнее травянистое растение.
Корень стержневой или стержнемочковатый, сильно ветвящийся, проникает в почву на глубину до 2 м. Боковые сильно разветвлённые мочковатые корни распределяются в пахотном слое почвы. Наибольшее их количество расположено в слое глубиной до 10 см. В целом глубина проникновения зависит от особенностей почвы, распределения в ней питательных веществ, влаги и залегания грунтовых вод. На корнях формируются клубеньки.
Стебли прямостоячие, восходящие и стелющиеся, высотою 40—65 см (в травосмесях и опытных посевах 1 м, иногда до 2 м), толстые или тонкие, голые или слабоопушенные. В зависимости от типа, сорта, условия произрастания в кусте бывает в среднем 5—8 стеблей в густых посевах и 30—70 в разреженных. Каждый стебель состоит из 8—10 междоузлий размером 10—20 см.
Листья тройчатые, с широкояйцевидными мелкозубчатыми долями, листочки по краям цельные, с нежными ресничками по краям.
Соцветия-головки рыхлые, шаровидные, сидят часто попарно и нередко прикрыты двумя верхними листьями. Венчик красный, изредка белый или неодноцветный; чашечка с десятью жилками.
Плод — яйцевидный, односемянный боб; семена то округлые, то угловатые, то желтовато-красные, то фиолетовые. Масса 1000 семян 1,5—2 грамма.
Цветёт в июне-сентябре. Плоды созревают в августе-октябре.
Размножается как семенами, так и вегетативно.

## Распространение
Произрастает на всей территории Европы, в Северной Африке (Алжир, Марокко, Тунис), Западной и Средней Азии. На территории России встречается в европейской части, Сибири, на Дальнем Востоке и Камчатке.
Встречается на различных типах местообитания. Легко приспосабливается к условиям среды. Лучше растёт на суходольных лугах, чем на сырых низинных. На умеренно влажных поемных лугах встречается только на хорошо дренированных участках, по берегам крупных рек. Принимает большое участие в травостоях разреженных лиственных лесов, по опушкам леса и на полянах. Высоко заходит в горы, где в долинах горных речек образует значительные заросли.

## Экология
Растение длинного дня. Удлинение естественного дня ускоряет его развитие, а сокращение наоборот тормозит. Требователен к свету. Особенно до фазы бутонизации. Для перехода к цветению требуется не менее 16,8 тыс. лк при длинном дне. Одноукосные формы более чувствительны к изменению длины дня, чем двуукосные. Относительно теневынослив, что позволяет высеивать его под покров различных культур. Однако при выращивании его под покровом высокоурожайных сортов зерновых культур может наблюдаться прикорневое полегание хлебов, создаются не благоприятные условия освещения многолетних трав (200—300 лк). Это ведёт к расходованию запасных питательных веществ и часто к гибели клевера.
К почвам относительно не требователен. Лучше всего произрастает на почвах с глубоким пахотным горизонтом, проницаемой подпочвой, достаточно богатых органическим веществом. Хорошо растёт на луговых аллювиальных, глинистых и суглинистых почвах, нейтральной или слабокислой реакции, на богатых торфяниках. Оптимум кислотности по одним данным pH 5,5—7,0, по другим 5,5—6,5. На сильнокислых и засоленных почвах не растёт. Отзывчив на известкование — увеличивается количество цветков в головках, дружнее цветёт, соцветия становятся более крупными. Требователен к содержанию в почве фосфора, калия, кальция, магния, бора, меди, кобальта, молибдена.
Растение влаголюбивое. На создание 1 кг сухого вещества расходует от 600 до 1000 литров воды, что в 2 раза больше, чем зерновые культуры. Избытка влаги не переносит, а при застое погибает. Оптимальная влажность почвы 60—70 % от полной влагоемкости. Требователен к аэрации почвы. Отзывчив на орошение. Весной при недостатке влаги в засушливые годы не цветёт и даже засыхает. Также сильно страдает от засухи в период цветения из-за чего падают урожаи семян. Коэффициент транспирации 400—600.

### Типы клевера лугового
Различают 2 типа клевера красного: позднеспелый (одноукосный) и раннеспелый (двуукосный). Основное различие между ними количество развитых и укороченных междоузлий. У позднеспелого одноукосного 7—9 развитых междоузлий и 2—4 укороченных у основании побега. Их количество зависит от условия произрастания, зоны возделывания, погодных условий. Также у позднеспелого типа трубка венчика на 1—2 мм длиннее. У раннеспелого 4—7 междоузлий и 1—2 укороченных.
Позднеспелый тип происходит от континентальной формы. Растение озимого типа развития — в первый год развивается медленно, к осени образует розетку листьев и укороченные побеги. Корневая система стержнемочковатая. Более зимостоек и долговечен, чем раннеспелый — живёт 4—5 лет. Во 2-й год жизни отрастает и развивается медленнее раннеспелого и зацветает на 10—15 дней раньше. Даёт 1 укос на сено, и только при хорошем уходе и агротехнике второй. На юге страдает от жары и недостатка влаги. Раннеспелый происходит из атлантической группы. Растение ярового типа развития и живёт 2—3 года. Корневая система стрежневого типа. Зацветает в 1-й год жизни. Даёт 2 укоса на сено.

## Болезни и вредители
Клевер луговой повреждается более чем 60 видами вредителей. Наибольший урон наносят различные долгоносики. Всходы повреждаются клубеньковыми долгоносиками, листья, листовые почки, бутоны и цветки - клеверными долгоносиками. Созревающим семенам большой вред наносит клеверный долгоносик и толстоножка. Стебли поедаются гусеницами бабочки огнёвки. Также клеверу наносят вред различные тли, полевые клопы и трипсы.
Наиболее распространенные болезни — антракноз, рак, бурая пятнистость листьев, аскохитоз, цветочная плесень головок, ржавчина, ложномучнистая и мучнистая роса.
Злостный сорняк для клевера лугового — повилика, которая обвивается и присасывается к растению. В результате клевер истощается и иногда гибнет. Из других опасных сорняков отмечен погремок, подорожник узколистный, щавель малый.

## Консортивные связи

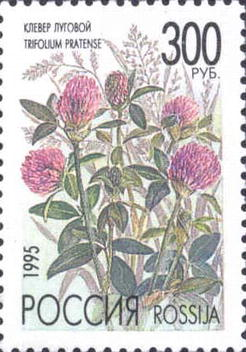
Почтовая марка России

Клевер луговой — энтомофильное растение. Не образует семян если его цветки не опылились насекомыми опылителями. В результате четырёхлетних учётов Полтавской сельскохозяйственной опытной станцией на клевере луговом выявлено более 25 видов опылителей. Шмели и дикие одиночные пчёлы составили 48,7 %, медоносные пчёлы — 51,3 %. Среди диких опылителей 26,2 % составляли шмели: в основном встречались земляной шмель (Bombus lapidarius), садовый (Bombus hortorum), каменный (Bombus lapidarius), полевой (Bombus pascuorum). В составе диких одиночных пчёл отмечено четыре вида эуцер (13,5 %), среди которых преобладали Eucera clupeata и Eucera interrupta, и два вида андрен (Andrena labialis и Andrena ovatula). На клевере быстрее и продолжительнее других работают шмели.

## Химический состав
В зелёной массе содержатся эфирное и жирные масла, дубильные вещества, гликозиды трифолин и изотрифолин, органические кислоты (п-кумаровая, салициловая, кетоглутаровая), ситостеролы, изофлавоны, смолы, витамины (аскорбиновая кислота, тиамин, рибофлавин, каротин, токоферол). В период цветения в надземной части содержится белок (20—25 %), жиры (2,5—3,5 %), каротин (до 0,01 %), аскорбиновая кислота (до 0,12 %), свободные аминокислоты (до 1,5 %), клетчатка (24-26 %), безазотистые экстрактивные вещества (более 40 %), соли кальция и фосфора. В траве и цветках найдены флавоны и флавонолы (кемпферол, кверцетин, пратолетин и др.), изофлавоны (генистеин, формононетин и др.).
В листьях содержится маакиаин — флавоноид из группы птерокарпанов, обладающий фунгицидными свойствами.
В корнях после скашивания надземной части накапливается до 150 кг/га азота.
Содержание эфирного масла в цветках достигает 0,03 %, в его состав входят фурфурол и метиловокислый кумарин.
В семенах обнаружено до 12 % полу высыхающего жирного масла.
| До бутонизации | 75,0 | 2,94 | 0,300 | 0,070 | 0,810 | 0,090 | 0,070 | 0,030 |
| Цветение       | 75,0 | —    | 0,280 | 0,040 | —     | —     | 0,050 | 0,010 |
| Зрелость       | 65,0 | 2,08 | 0,240 | 0,020 | —     | —     | 0,030 | 0,030 |

## Значение и применение

### Кормовое значение
Даёт нежное питательное сено, которое является прекрасным кормом для всех видов сельскохозяйственных животных. Употребляется в корм как концентрат в виде муки. Клеверная мякина состоит из самых ценных частей растения и является весьма питательным кормом. Клеверная солома используется как сырьё для силоса.
По питательной ценности превосходит многие полевые культуры. 2 кг сена равны 11 кормовым единицам или 1 кг овса. В одной кормовой единице содержится 160—175 грамм переваримого белка. По содержанию незаменимых аминокислот превосходит зерно кукурузы и овса. Отличается высоким содержанием провитамина А, витаминов С, Д, Е, К, B1, В2, В3 и микроэлементами — медью, марганцем, молибденом, бором, кобальтом.
На пастбище прекрасно поедается всеми видами скота и в виде зелёной подкормки. Отмечено отличное поедание северным оленем (Rangifer tarandus) на Крайнем Севере и хорошее алтайским маралом (Cervus elaphus sibiricus) на Алтае. По наблюдениям в Кабардино-Балкарии поедается западнокавказским туром (Capra caucasica). Скармливание в большом количестве скоту в зелёном виде и особенно после дождя или сильной росы может вызвать тимпанит.

### В пчеловодстве

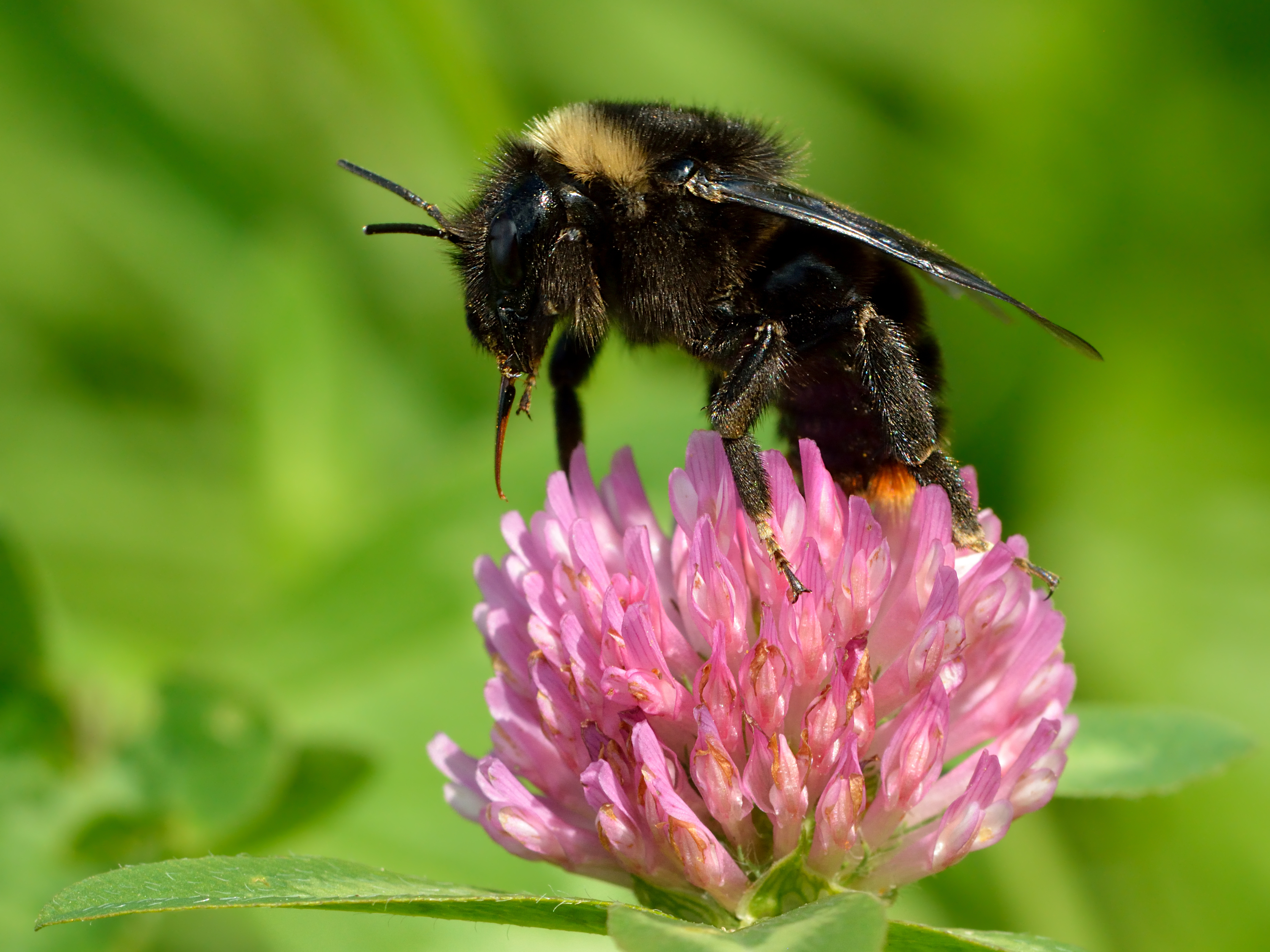
Bombus rupestris на соцветии

Ценный медонос, но нектар доступен только пчёлам с длинным хоботком, поэтому мёдопродуктивность составляет всего 6 кг мёда с гектара посевов. Мёд относится к лучшим сортам, долго не засахаривается.
Проведённые исследования в черте Кирова в летние периоды 2008—2010 гг. показали, что температура оказывает существенное влияние на формирование длины трубочки венчика клевера, и соответственно, на доступность нектара, на лётно-опылительную активность насекомых. Максимум насекомых — 3500 шт/га достигало при диапазоне температур 25—34 °С. При понижении температуры ниже 21 °С пчёлы прекращали посещать клевер. Зафиксировано положительное влияние температуры на нектаропродуктивность. Максимальное содержание сахаров в нектаре зарегистрировано при температуре не менее 25 °С и в данный период составила 111,6 кг/га. Содержание сахара в разные годы изменялась с 4,9 до 7,8 мг/цветок, что на 40 % больше по сравнению с фазами начала и окончания цветения. При сильном ветре зафиксировано не одной медоносной пчелы. Искусственно привлекать насекомых для дополнительного опыления необходимо в период, когда распустится более 30 % цветков, так как насекомые активно посещают клевер в периоды массового и окончания цветения.

### Прочее
Благодаря развитию на корнях клубеньковых бактерий способен обогащать почву азотом. При среднем урожае способен накапливать в почве до 100—150 кг азота на 1 га. Глубоко проникающие корни клевера способны переводить труднодоступные соединения фосфора и кальция в легкоусвояемые для растений. В чистом виде и в смеси со злаковыми травами способствует созданию прочной комковатой структуры почвы. Считается хорошим предшественником для многих сельскохозяйственных культур.
Из листьев получают витаминные концентраты. Эфирное масло применяют в ароматических композициях.
Из листьев готовят салаты, ими заправляют зелёные щи, ботвинью. Сухие растёртые листья в прошлом добавляли к муке при выпечке ржаного хлеба, а также использовали для приготовления соусов и при производстве сыров. На Кавказе молодые нераспустившиеся цветочные головки квасят как капусту и добавляют в зелёные салаты.

## Классификация

### Таксономия
Trifolium pratense L., 1753, Sp. Pl.: 768
Вид Клевер луговой относится к роду Клевер (Trifolium) подсемейства Мотыльковые (Papilionoideae) семейства Бобовые (Fabaceae) порядка Бобовоцветные (Fabales). Таксономическая схема в соответствии с Системой APG IV по состоянию на декабрь 2023 года:
|  |                                      |  |                                   |                                   |                   |  | ещё 3 семейства | ещё 3 семейства   |                          |  |  |  | еще 523 рода                                                     | еще 523 рода   |  |  |
|  |                                      |  |                                   |                                   |                   |  | ещё 3 семейства | ещё 3 семейства   |                          |  |  |  | еще 523 рода                                                     | еще 523 рода   |  |  |
|  |                                      |  |                                   | порядок Бобовоцветные             |                   |  |                 |                   | подсемейство Мотыльковые |  |  |  |                                                                  | Клевер луговой |  |  |
|  |                                      |  |                                   | порядок Бобовоцветные             |                   |  |                 |                   | подсемейство Мотыльковые |  |  |  |                                                                  | Клевер луговой |  |  |
|  | отдел Цветковые, или Покрытосеменные |  |                                   |                                   | семейство Бобовые |  |                 |                   | род Клевер               |  |  |  |                                                                  |                |  |  |
|  | отдел Цветковые, или Покрытосеменные |  |                                   |                                   |                   |  |                 |                   |                          |  |  |  |                                                                  |                |  |  |
|  |                                      |  | ещё 63 порядка цветковых растений | ещё 63 порядка цветковых растений |                   |  |                 | еще 5 подсемейств | еще 5 подсемейств        |  |  |  | еще 368 подтвержденных видов и 66 видов, ожидающих подтверждения |                |  |  |
|  |                                      |  |                                   | ещё 63 порядка цветковых растений |                   |  |                 |                   | еще 5 подсемейств        |  |  |  |                                                                  |                |  |  |

### Внутривидовые таксоны
- Trifolium pratense subsp. baeticum (Boiss.) C.Vicioso
- Trifolium pratense subsp. kotulae (Pawł.) Soják
- Trifolium pratense subsp. pratense

### Синонимы
- Lagopus pratensis (L.) Bernh.
- Trifolium pratense f. pratense
- Trifolium pratense var. pratense
- Trifolium ukrainicum Opperman

|                                                |  |  |  |
| Слева направо: Общий вид. Лист. Цветок. Семена |  |  |  |